# Frank B. Zoltowski
Frank B. Zoltowski (1957) é um astrónomo australiano e prolífico descobridor de planetas menores que vive em Woomera, Austrália do Sul. Em 1998, ele foi premiado com um "Gene Shoemaker NEO Grant" para melhorar as pesquisas de objetos próximos à Terra. 
Tem descobertos diversos asteroides.
O asteroide 18292 Zoltowski foi assim nomeado em sua homenagem.